# Århus kommun
Århus kommun (danska: Aarhus Kommune, under perioden 1948-2010 stavat Århus Kommune) är en kommun i Region Mittjylland, tidigare Århus amt, i västra Danmark.
Vid sidan av centralorten Århus finns det även många mindre tätorter i kommunen. De största av dessa är Lystrup, Beder-Malling och Løgten.

## Administrativ historik
Århus kommun bildades genom kommunreformen 1970 då 19 landskommuner slogs samman med Århus stad. De olika delarnas befolkning var:
| Kommun                              | Folkmängd 1 januari 1970 |
| ----------------------------------- | ------------------------ |
| Århus stad                          | 110 118                  |
| Beder-Mallings landskommun          | 4 267                    |
| Borum-Lyngby landskommun            | 795                      |
| Brabrand-Sønder Årslevs landskommun | 12 240                   |
| Elevs landskommun                   | 237                      |
| Elsteds landskommun                 | 2 465                    |
| Harlev-Framlevs landskommun         | 2 568                    |
| Hasle landskommun                   | 4 393                    |
| Hjortshøj-Egå landskommun           | 6 070                    |
| Holme-Tranbjergs landskommun        | 17 489                   |
| Mårslets landskommun                | 1 788                    |
| Ormslev-Kolts landskommun           | 3 403                    |
| Sabro-Fårups landskommun            | 1 803                    |
| Skødstrups landskommun              | 2 967                    |
| Solbjergs landskommun               | 3 041                    |
| Tilst-Kasteds landskommun           | 2 741                    |
| Todbjerg-Mejlby landskommun         | 1 666                    |
| Trige landskommun                   | 1 865                    |
| Vejlby-Risskovs landskommun         | 16 709                   |
| Viby landskommun                    | 22 302                   |
| Åby landskommun                     | 12 087                   |
| Totalt                              | 231 014                  |

Vid kommunreformen 2007 förblev kommunen oförändrad.

## Politik

### Borgmästare
| År        | Namn                     | Parti             |
| --------- | ------------------------ | ----------------- |
| 1919-1932 | Jakob Jensen             | Socialdemokratiet |
| 1933-1941 | Hans Peder Christensen   | Socialdemokratiet |
| 1942-1945 | Erik Stecher Christensen | Socialdemokratiet |
| 1945-1958 | Svend Unmack Larsen      | Socialdemokratiet |
| 1958-1971 | Bernhardt Jensen         | Socialdemokratiet |
| 1971-1981 | Orly Hyllested           | Socialdemokratiet |
| 1982-1997 | Thorkild Simonsen        | Socialdemokratiet |
| 1997-2001 | Flemming Knudsen         | Socialdemokratiet |
| 2002-2005 | Louise Gade              | Venstre           |
| 2006-2011 | Nicolai Wammen           | Socialdemokratiet |
| 2011-2024 | Jacob Bundsgaard         | Socialdemokratiet |
| 2024-     | Anders Winnerskjold      | Socialdemokratiet |